# マルティン・カンプマン
マルティン・カンプマン（Martin Kampmann、1982年4月17日 - ）は、デンマークの男性総合格闘家。オーフス出身。エクストリーム・クートゥア所属。元CWFCミドル級王者。マーティン・カンプマンとも表記される。
ムエタイをバックボーンに持ち、デンマークの国内王者であった。

## 来歴
学生の頃はエンジニアになるための勉強をしていた。
2003年2月15日、デンマークでプロ総合格闘技デビュー。ヨーロッパでの試合を中心に実績を重ねた。

### UFC
2006年8月17日、UFC初参戦となったUFC Fight Night 6でクラフトン・ワレスと対戦し、チョークスリーパーで一本勝ちを収めた。
2006年11月11日、The Ultimate Fighter 4 Finaleでターレス・レイチと対戦し、3-0の判定勝ちを収めた。
2007年3月3日、UFC 68でドリュー・マクフェドリーズと対戦し、肩固めで一本勝ち。サブミッション・オブ・ザ・ナイトを受賞した。
2007年6月16日、UFC 72のメインイベントでリッチ・フランクリンとの対戦が予定されていたが、膝の負傷により欠場した。
2009年1月17日、ウェルター級に転向しUFC 93でアレッシャンドリ・バロスと対戦、2RにバックマウントからのパウンドでTKO勝ちを収めた。4月1日、UFC Fight Night: Condit vs. KampmannのメインイベントでWEC世界ウェルター級王者のカーロス・コンディットに判定勝ちを収めた。9月19日のUFC 103ではマイク・スウィックとのウェルター級王座への挑戦権を賭けた対戦が決定していたものの、スウィックの欠場で相手がポール・デイリーに変更、試合も1ラウンドでTKO負けを喫した。
2010年1月2日、UFC 108でジェイコブ・ヴォルクマンと対戦し、ギロチンチョークで一本勝ち。6月12日、UFC 115でパウロ・チアゴと対戦し、3-0の判定勝ち。10月23日、UFC 121でジェイク・シールズと対戦し、1-2の判定負けを喫した。
2011年3月3日、UFC Live: Sanchez vs. Kampmannでディエゴ・サンチェスと対戦し、0-3の判定負け。ファイト・オブ・ザ・ナイトを受賞した。
2012年3月3日、UFC on FX 2でチアゴ・アウベスと対戦し、打撃で劣勢に立たされるも3R後半にアウベスのタックルをギロチンチョークで捕えて一本勝ち。サブミッション・オブ・ザ・ナイトを受賞した。
2012年6月1日、The Ultimate Fighter 15 Finaleでジェイク・エレンバーガーと対戦し、パンチを受ける場面もあったものの、首相撲からの膝蹴りでTKO勝ち。ノックアウト・オブ・ザ・ナイトを受賞した。
2012年11月17日、UFC 154でジョニー・ヘンドリックスと対戦し、開始46秒でKO負けを喫した。
2013年8月28日、UFC Fight Night: Condit vs. Kampmann 2でウェルター級ランキング2位のカーロス・コンディットと再戦し、膝蹴りでTKO負け。ファイト・オブ・ザ・ナイトを受賞した。
2014年1月9日、疲労を理由にしばらくの間休養する事を発表。6月、チーム・アルファメールの打撃コーチに就任した。
2016年1月6日、引退を表明した。

## 戦績
| 総合格闘技 戦績 | 総合格闘技 戦績 | 総合格闘技 戦績 | 総合格闘技 戦績 | 総合格闘技 戦績 | 総合格闘技 戦績 | 総合格闘技 戦績 |
| --------------- | --------------- | --------------- | --------------- | --------------- | --------------- | --------------- |
| 27 試合         | (T)KO           | 一本            | 判定            | その他          | 引き分け        | 無効試合        |
| 20 勝           | 8               | 7               | 4               | 1               | 0               | 0               |
| 7 敗            | 5               | 0               | 2               | 0               | 0               | 0               |

| 勝敗 | 対戦相手                   | 試合結果                          | 大会名                                                       | 開催年月日     |
| ×    | カーロス・コンディット     | 4R 0:54 TKO（膝蹴り）             | UFC Fight Night: Condit vs. Kampmann 2                       | 2013年8月28日  |
| ×    | ジョニー・ヘンドリックス   | 1R 0:46 KO（左ストレート）        | UFC 154: St-Pierre vs. Condit                                | 2012年11月17日 |
| ○    | ジェイク・エレンバーガー   | 2R 1:40 TKO（膝蹴り）             | The Ultimate Fighter 15 Finale                               | 2012年6月1日   |
| ○    | チアゴ・アウベス           | 3R 4:12 ギロチンチョーク          | UFC on FX 2: Alves vs. Kampmann                              | 2012年3月3日   |
| ○    | リック・ストーリー         | 5分3R終了 判定3-0                 | UFC 139: Shogun vs. Henderson                                | 2011年11月19日 |
| ×    | ディエゴ・サンチェス       | 5分3R終了 判定0-3                 | UFC Live: Sanchez vs. Kampmann                               | 2011年3月3日   |
| ×    | ジェイク・シールズ         | 5分3R終了 判定1-2                 | UFC 121: Lesnar vs. Velasquez                                | 2010年10月23日 |
| ○    | パウロ・チアゴ             | 5分3R終了 判定3-0                 | UFC 115: Liddell vs. Franklin                                | 2010年6月12日  |
| ○    | ジェイコブ・ヴォルクマン   | 1R 4:03 ギロチンチョーク          | UFC 108: Evans vs. Silva                                     | 2010年1月2日   |
| ×    | ポール・デイリー           | 1R 2:31 TKO（スタンドパンチ連打） | UFC 103: Franklin vs. Belfort                                | 2009年9月19日  |
| ○    | カーロス・コンディット     | 5分3R終了 判定2-1                 | UFC Fight Night: Condit vs. Kampmann                         | 2009年4月1日   |
| ○    | アレッシャンドリ・バロス   | 2R 3:07 TKO（パウンド）           | UFC 93: Franklin vs. Henderson                               | 2009年1月17日  |
| ×    | ネイサン・マーコート       | 1R 1:22 TKO（スタンドパンチ連打） | UFC 88: Breakthrough                                         | 2008年9月6日   |
| ○    | ホルヘ・リベラ             | 1R 2:44 フロントチョーク          | UFC 85: Bedlam                                               | 2008年6月7日   |
| ○    | ドリュー・マクフェドリーズ | 1R 4:06 肩固め                    | UFC 68: The Uprising                                         | 2007年3月3日   |
| ○    | ターレス・レイチ           | 5分3R終了 判定3-0                 | The Ultimate Fighter 4 Finale                                | 2006年11月11日 |
| ○    | クラフトン・ワレス         | 1R 2:59 チョークスリーパー        | UFC Fight Night 6                                            | 2006年8月17日  |
| ○    | エドウィン・アギラー       | 1R 2:43 TKO（パウンド）           | WFA 4: King of the Streets                                   | 2006年7月22日  |
| ○    | ダミアン・リシオ           | 2R 1:58 チョークスリーパー        | Cage Warriors: Strike Force 4 【CWFCミドル級タイトルマッチ】 | 2005年11月26日 |
| ○    | マット・エウィン           | 1R 2:45 ギブアップ（パンチ連打）  | Cage Warriors: Strike Force 2 【CWFCミドル級タイトルマッチ】 | 2005年7月16日  |
| ○    | ブレンダン・セギーン       | 1R 2:05 KO（ハイキック）          | KOTC: Warzone                                                | 2005年6月24日  |
| ○    | マット・エウィン           | 1R終了時 TKO（棄権）              | House of Pain: Fight Night 2                                 | 2005年3月4日   |
| ×    | アンドレイ・シモノフ       | 1R 1:21 TKO（ドクターストップ）   | M-1 MFC: Middleweight GP 【ミドル級グランプリ 1回戦】        | 2004年10月9日  |
| ○    | グザヴィエ・フパ＝ポカム   | 2R 0:27 失格                      | European Vale Tudo 2: Hazard                                 | 2004年4月4日   |
| ○    | トニー・ヴィヴァス         | 1R 1:23 TKO（パンチ連打）         | European Vale Tudo 1: Genesis                                | 2003年12月6日  |
| ○    | デイブ・ジョーンズ         | 1R KO（膝蹴り）                   | XFC 2: The Perfect Storm                                     | 2003年11月9日  |
| ○    | ゲルト・マナーツ           | 1R TKO（パンチ連打）              | Viking Fight 3: Rumble in the West                           | 2003年2月15日  |

## 獲得タイトル
- 第2代CWFCミドル級王座（2005年）

## 表彰
- ブラジリアン柔術 茶帯
- UFC ファイト・オブ・ザ・ナイト（2回）
- UFC ノックアウト・オブ・ザ・ナイト（1回）
- UFC サブミッション・オブ・ザ・ナイト（2回）